# West Park, Florida
West Park är en stad (city) i Broward County, i delstaten Florida, USA. Enligt United States Census Bureau har staden en folkmängd på 14 417 invånare (2011) och en landarea på 5,7 km².